# Tiburon Challenger 2009
Il Tiburon Challenger 2009, noto anche come Royal Bank of Scotland Challenger, è stato un torneo professionistico di tennis maschile giocato sul cemento, che faceva parte dell'ATP Challenger Tour 2009. Si è giocato a Tiburon negli USA dal 12 al 18 ottobre 2009.

## Partecipanti

### Teste di serie
| Nazionalità | Giocatore        | Ranking* | Testa di serie |
| ----------- | ---------------- | -------- | -------------- |
| Stati Uniti | Michael Russell  | 91       | 1              |
| Stati Uniti | Kevin Kim        | 101      | 2              |
| Stati Uniti | Jesse Levine     | 113      | 3              |
| Colombia    | Santiago Giraldo | 114      | 4              |
| Croazia     | Roko Karanušić   | 132      | 5              |
| Stati Uniti | Donald Young     | 155      | 6              |
| Slovenia    | Grega Žemlja     | 156      | 7              |
| Colombia    | Carlos Salamanca | 158      | 8              |

- Ranking al 5 ottobre 2009.

### Altri partecipanti
Giocatori che hanno ricevuto una wild card:
- Lester Cook
- Jan-Michael Gambill
- Bradley Klahn
- Greg Ouellette

Giocatori passati dalle qualificazioni:
- Nick Lindahl
- Igor Sijsling
- Louk Sorensen
- Izak van der Merwe
- Artem Sitak (Lucky Loser)

## Campioni

### Singolare
Gō Soeda ha battuto in finale  Ilija Bozoljac con il punteggio di 3–6, 6–3, 6–2.

### Doppio
Treat Conrad Huey /  Harsh Mankad hanno battuto in finale  Ilija Bozoljac /  Dušan Vemić con il punteggio di 6–4, 6–4.